# 23102 Даянлі
23102 Даянлі (23102 Dayanli) — астероїд головного поясу, відкритий 10 грудня 1999 року.
Тіссеранів параметр щодо Юпітера — 3,344.